# Stina Carlson Skantze
Stina Carlson Skantze, född 15 december 1947 i Halland, är en svensk konstnär och grafiker.
Carlson Skantze studerade vid Hovedskous målarskola och Valands målarskola i Göteborg samt under studieresor till Mexico och Spanien. Hon har därefter medverkat i separat och samlingsutställningar över hela Sverige bland annat på Göteborgs konstmuseum och i Hallands Konstförenings jurybedömda utställningar på Hallands museum. Hon har tilldelats Ester Lindahls tvååriga resestipendium, Konstfrämjandets grafikpris ur Bror Eives minnesfond och Hallands Konstförenings vårstipendium. Vid nyutgivningen av Helge Backmans Onsala, en nordhalländsk socken 1995 utförde hon illustrationerna. Hon har sedan 1990 signerat sina verk med Skantze. Carlson Skantze är representerad vid Göteborgs konstmuseum, Statens konstsamling och ett flertal kommuner och landsting.